# Prêmio Körber de Ciência Europeia
O Prêmio Körber de Ciência Europeia (em alemão:  Körber-Preis für die Europäische Wissenschaft) é concedido anualmente a cientistas de destaque atuando na Europa por trabalhos de pesquisa promissores. É concedido pela Fundação Körber em Hamburgo. Dotado com um valor monetário de 1.000.000 euros, a fundação patrocina trabalhos de pesquisa em ciências da vida e ciências físicas.

## História
Em trabalho colaborativo com o presidente da Sociedade Max Planck, Reimar Lüst, o empresário e filantropo Kurt Adolf Körber concebeu em 1984 um prêmio, que deveria ultrapassar as fronteiras da Europa então dividida pela Cortina de Ferro fornecendo suporte para as ciências. Condecorados foram em primeira linha projetos de cooperação de grupos de pesquisa europeus. Desde 2005 são condecorados apenas pessoas individuais e não mais grupos, que vivam e pesquisem na Europa. A aplicação do prêmio recebido está vinculada à permanência do laureado na Europa durante o tempo de investimento do prêmio recebido.

## Processo de seleção
Dois comitês de pesquisa compostos por cientistas procuram em anos alternados candidatos adequados ao prêmio nas áreas de ciências da vida e ciências físicas. Os que estão na lista criteriosa são convidado a apresentar propostas de projeto de pesquisa, que serão julgadas em duas etapas de avaliações do comitê de pesquisa. Este trabalho é apoiado por especialistas internacionais. Até cinco candidatos são apresentados no final ao conselho de curadores, que decide sobre o vencedor. Não é possível se inscrever para o prêmio.

## Valor monetário
Os ganhadores recebem um certificado e uma valor monetário de 1.000.000 euros. O ganhador deve aplicar este dinheiro durante três anos em seu projeto de pesquisa. O ganhador tem plena autonomia sobre as plicações dos recursos financeiros. Dez por cento do total são disponibilizados para fins pessoais.

## Cerimônia de premiação
O Prêmio Körber de Ciência Europeia é oficialmente entregue no Grande Salão da Prefeitura de Hamburgo em presença do Primeiro Prefeito de Hamburgo e 600 convidados das ciências, economia, política e sociedade.

## Premiados
- 1985: Aplicação de ondas de choque na medicina, Walter Brendel, Michael Delius, Georg Enders, Joseph Holl, Gustav Paumgartner, Tilman Sauerbruch[2]
- 1985: Tecnologia de fundição de contra-pressão, Teodor Balevski, Rumen Batschvarov, Emil Momtschilov, Dragan Nenov, Rangel Zvetkov[2]
- 1986: Pesquisa do retrovírus (AIDS), Jean-Claude Gluckman, Sven Haahr, George Janossy, David Klatzmann, Luc Montagnier, Paul Ràcz[2]
- 1987: Desenvolvimento da eletro holografia, Karl-Heinz Herrmann, Friedrich Lenz, Hannes Lichte, Gottfried Möllenstedt[2]
- 1987: Produção de temperaturas ultra-baixas, Riitta Hari, Matti Krusius, Olli Lounasmaa, Martti Salomaa[2]
- 1988: Extensão do processo de pirólise Hamburgo para a destruição de resíduos tóxicos, Alfons Buekens, Vasilij Dragalov, Walter Kaminsky, Hansjörg Sinn[2]
- 1989: Ingredientes ativos de culturas de células vegetais, Christian Brunold, Yury Y. Gleba, Lutz Nover, J. David Phillipson, Elmar Weiler, Meinhart Hans Zenk[2]
- 1990: Previsões de mudanças climáticas de curto prazo, Lennart Bengtsson, Bert Bolin, Klaus Hasselmann[2]
- 1991: Detecção e prevenção de cânceres por agentes químicos, Lars Ehrenberg, Dietrich Henschler, Werner Lutz, Hans-Günter Neumann[2]
- 1992: Propagação e conversão de poluentes nas águas subterrâneas, Philippe Behra, Wolfgang Kinzelbach, Ludwig Luckner, René Schwarzenbach, Laura Sigg[2]
- 1993: Biônica da corrida - A execução técnica do conhecimento biológico, Felix Chernousko, François Clarac, Holk Cruse, Friedrich Pfeiffer[2]
- 1994: Reprodução moderna de plantas - A partir da célula para a planta, Dénes Dudits, Dirk Inzé, Anne Marie Lambert, Horst Lörz[2]
- 1995: Sondas em pesquisa ambiental e medicina, Rudolf Amann, Erik C. Böttger, Ulf B. Göbel, Bo Barker Jørgensen, Niels Peter Revsbech, Karl-Heinz Schleifer, Jiri Wanner[2]
- 1996: Habitat em copas das árvores tropicais, Pierre Charles-Dominique, Antoine Cleef, Gerhard Gottsberger, Bert Hölldobler, Karl E. Linsenmair, Ulrich Lüttge[2]
- 1996: Projeto computadorizado de materiais, Michael Ashby, Yves Bréchet, Michel Rappaz[2]
- 1997: Ratos mutantes como modelos para a investigação clínica, Pawel Kisielow, Klaus Rajewsky, Harald von Boehmer[2]
- 1998: Imagem por ressonância magnética com hélio-3 – Novas abordagens no diagnóstico pulmonar, Werner Heil, Michèle Leduc, Ernst-Wilhelm Otten, Manfred Thelen[2]
- 1998: Micronarizes eletrônicos para maior segurança no local de trabalho, Henry Baltes, Wolfgang Göpel, Massimo Rudan[2]
- 1999: Estações plataforma de grande altura para telecomunicações, Bernd Kröplin, Per Lindstrand, John Adrian Pyle, Michael André Rehmet[2]
- 2000: Percepção de forma na técnica com percepções da natureza, Rodney Douglas, Amiram Grinvald, Randolf Menzel, Wolf Singer, Christoph von der Malsburg[2]
- 2001: Otimização de plantas por engenharia genética, Wolf-Bernd Frommer, Rainer Hedrich, Enrico Martinoia, Dale Sanders, Norbert Sauer[2]
- 2002: Cura de feridas sem cicatrização por engenharia de tecidos, Mark W. J. Ferguson, Jeffrey A. Hubbell, Cay M. Kielty, Björn Stark, Michael G. Walker[2]
- 2003: Motores moleculares movidos a luz, Bernard Feringa, Martin Möller, Justin E. Molloy, Niek F. van Hulst[2]
- 2004: Terapias para um novo grupo de doenças hereditárias, Markus Aebi, Thierry Hennet, Jaak Jaeken, Ludwig Lehle, Gert Matthijs, Kurt von Figura[2]
- 2005: Com luz em novos caminhos, Philip Russell[3]
- 2006: Chaperonas do enovelamento de proteínas em biotecnologia e medicina, Franz-Ulrich Hartl[3]
- 2007: Síntese automatizada de vacinas de carboidrato contra doenças tropicais, Peter Seeberger[3]
- 2008: Medicamentos contra câncer e envelhecimento, Maria Blasco[3]
- 2009: Grafeno, o material mais fino do universo, Andre Geim[3]
- 2010: Auxina: A chave para novas culturas, Jiří Friml[3]
- 2011: Microscopia STED, Stefan Hell[3]
- 2012: Proteômica, Matthias Mann[3]
- 2013: Para a pesquisa na interface da óptica quântica e física do estado sólido, especificamente grade óptica, Immanuel Bloch[3]
- 2014: Pesquisa do cérebro: May-Britt Moser e Edvard Moser[3]
- 2015: Ciência dos materiais: Nicola Spaldin por multiferroicos[3]
- 2016: Hans Clevers por células-tronco adultas[3]
- 2017: Karsten Danzmann, por tecnologias para deteção de ondas gravitacionais
- 2018: Svante Pääbo, por trabalhos em paleogenética
- 2019: Bernhard Schölkopf, por desenvolver métodos matemáticos que contribuíram significativamente para ajudar a inteligência artificial (AI) a atingir resultados recentes.[4]
- 2020: Botond Roska,[5] por revolucionar a oftalmologia.
- 2021: Clare Grey, por otimização de baterias usando espectroscopia por ressonância magnética nuclear.[6]
- 2022: Anthony Hyman, pela sua investigação sobre gotículas de células.[7]
- 2023: Cordelia Schmid, pelo seu trabalho pioneiro no domínio do processamento de imagens assistido por computador e pelo desenvolvimento de novos métodos que permitem aos computadores compreender as imagens.[7]
- 2024: Erin Schuman, pelos seus trabalhos sobre a formação de sinapses.[7]